# Andersson Arfwedson arkitekter
Andersson Arfwedson arkitekter är ett svenskt arkitektkontor baserat i Stockholm. Kontoret grundades 2013 och ägs och drivs av arkitekterna Ola Andersson och Herman Arfwedson. Kontorets huvudsakliga inriktning är stadsbyggnad samt bostäder för både privata och professionella byggherrar. 
Till Andersson Arfwedson arkitekters uppmärksammade projekt hör kvarteret Sadelmakaren, som vann priset Årets byggnad i Sundbyberg år 2019, kvarteret Vitsippan i Stocksund, kvarteret Backåkra i Norra Djurgårdsstaden och inredningen för tidningen Situation Sthlm. Bland deras stadsbyggnadsarbeten kan nämnas planerna för södra stadskärnan i Södertälje.
Ola Andersson och Herman Arfwedson har också gett ut två böcker, En liten bok om små bostäder (Svensk Byggtjänst) och En liten bok om att rita städer och bostäder (Andersson Arfwedson, 2024).